# Волгодонская ТЭЦ-1
Волгодонская ТЭЦ-1 — тепловая электростанция (в настоящее время — водогрейная котельная) в городе Волгодонске, Ростовская область. Один из источников теплоснабжения Волгодонска. Эксплуатируется ООО «ТЭЦ-1».

## Конструкция станции
По конструкции Волгодонская ТЭЦ-1 с 2011 года представляет собой водогрейную котельную (электрогенерирующее оборудование демонтировано), установленная тепловая мощность — 100 Гкал/час. В качестве топлива используется природный газ. Основное оборудование станции включает в себя два водогрейных котла ПТВМ-50-2 производства Дорогобужского котельного завода, введённых в эксплуатацию в 1976 и 1978 годах.

## Экономическое значение
Волгодонская ТЭЦ-1 обеспечивает теплоснабжение (только в отопительный период) старой части г. Волгодонска от района администрации города до улицы 50 лет СССР. Выработка тепловой энергии в 2017 году — 120,6 тыс. Гкал.

## История
Строительство Волгодонской ТЭЦ-1 для обеспечения паром Волгодонского химического завода «Кристалл» и теплоснабжения жилого посёлка работников завода было начато в 1954 году по проекту Государственного проектного института «Гипросахар». Станция была введена в эксплуатацию 7 декабря 1958 года с пуском двух первых энергетических котлов бельгийской фирмы «Бруйон», в 1960 году были введены в работу ещё два котла и паротурбинная установка мощностью 6 МВт. До 1961 года станция являлась цехом химкомбината. В 1962 году в управление предприятия были переданы магистральные тепловые сети города.
В 1964—1965 годах котлы были переведены на мазут. В 1966—1968 годах на станции были введены в эксплуатацию три котла БКЗ-75-39 на пылеугольном топливе.
В 1978 году Волгодонская ТЭЦ-1 была снова расширена, на ней смонтировали два водогрейных котла ПТВМ-50-2. В 1988 году станция была переведена на сжигание природного газа.
В 2011 году паротурбинная установка, котлы «Бруйон» и БКЗ-75-39 были выведены из эксплуатации, станция прекратила производство электроэнергии и стала работать в режиме котельной. Отпуск тепла производится только в отопительный период, с октября по апрель.
До пуска Волгодонской ТЭЦ-2 в 1977 году Волгодонская ТЭЦ-1 являлась основным источником теплоснабжения Волгодонска. В ходе реформы электроэнергетики России Волгодонская ТЭЦ-1 была передана из состава «Ростовэнерго» в состав ОАО «ТГК-8», а с 2009 года — в состав ООО «ЛУКОЙЛ-Ростовэнерго». С 2011 по 2016 год Волгодонская ТЭЦ-1 организационно входила в состав Волгодонской ТЭЦ-2 как водогрейная котельная, с 2016 года выведена из её состава, продана местному предпринимателю и эксплуатируется ООО «ТЭЦ-1».